# Bastard Out of Carolina (film)
Bastard Out of Carolina è un film drammatico del 1996 diretto da Anjelica Huston al suo esordio come regista, basato sul romanzo del 1992 della scrittrice Dorothy Allison, edito da Minimum Fax nel 2018 con il titolo La bastarda della Carolina.
Il film è stato premiato con un Emmy Award per la categoria "Outstanding Casting for a Miniseries or a Special" ed è stata nominata per le categorie: "Outstanding Directing for a Miniseries or a Special", "Outstanding Supporting Actress in a Miniseries or a Special", e "Outstanding Made for Television Movie". E' stato inoltre proiettato nella sezione Un Certain Regard al Festival di Cannes 1996.

## Trama
Ambientato nella Contea di Greenville, nella Carolina del Sud, nei primi anni '50, i Boatwrights sono una famiglia di uomini dalla rugosità che bevono, donne troppo dure e indomabili che sposano giovani. Osservando tutto con l'occhio attento di un bambino, Bone si ritrova intrappolata in un triangolo familiare viscoso che mette continuamente alla prova l'amore di sua madre Anney. Il suo nuovo patrigno, Daddy Glen, è in un primo momento gentile con Bone, ma diventa costantemente più freddo e furioso con lei, rendendo la sua vita con lui insopportabile. Bone alla fine è costretta a scegliere una vita per se stessa dopo un ultimo incontro straziante con Glen da cui non si torna indietro.

## Accoglienza

### Critica
Su Rotten Tomatoes ha una approvazione del 100% basato su 9 recensioni. Su Metacritic ha un punteggio di 75 su 100 basato su 11 recensioni.

## Riconoscimenti
- Emmy Awards 1996
  - Outstanding Casting for a Miniseries or a Special
  - Candidatura nella categoria Outstanding Directing for a Miniseries or a Special
  - Candidatura nella categoria Outstanding Supporting Actress in a Miniseries or a Special
  - Candidatura nella categoria Outstanding Made for Television Movie